# 山梨交通
山梨交通株式会社（やまなしこうつう、Yamanashi Kotsu Co.,Ltd. ）は、山梨県の甲府盆地を中心とした地域、いわゆる国中地方の峡中・峡北・峡南・峡西・峡東地域及び静岡県において路線バスや観光バスの運行を行っているバス事業者である。
地域内の路線以外にも中央自動車道を経由して各方面に向かう高速バスや、羽田空港・成田空港への空港連絡バスを運行する。かつては軌道事業（電車線）を行っていたほか、国中地方全域に路線バス網を展開していたが、電車線は1962年に廃止され、峡北・峡東・峡南の各地域の路線については代替バスや自治体バスへの移行が進められた。1990年代以降は日本のバス業界における先駆的な施策も打ち出している。

## 歴史

### 創業期

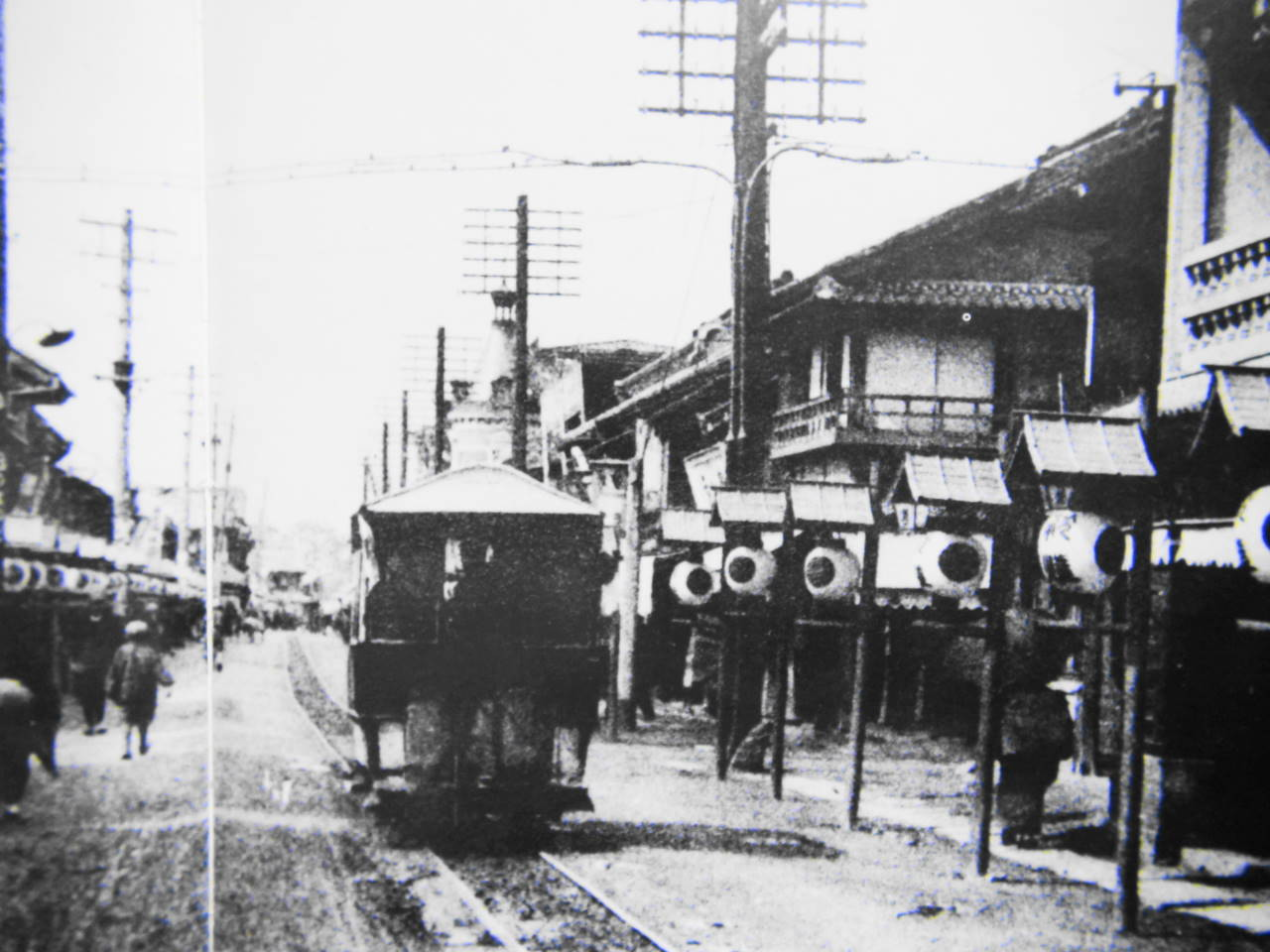
甲府市八日町甲州街道（現在の城東通り）に敷設された山梨馬車鉄道（現在の中央3丁目）付近。大正7年頃の撮影。

国中地方における公共交通の創始期となるのは、明治時代の後期に乗合馬車が多数設立された頃である。
軌道事業については、1897年に設立された山梨馬車鉄道が1898年に甲府と石和の間で運行を開始したのが初となる。1899年には鰍沢馬車鉄道が鰍沢と小井川の間に開業した が、鰍沢馬車鉄道は1903年に山梨馬車鉄道に買収され、その後山梨馬車鉄道で甲府市内の柳町二丁目と小井川を結ぶ路線を開設して、既存路線と接続した。しかし、1903年に中央本線が甲府まで延伸されると、山梨馬車鉄道の甲府と石和を結ぶ路線が打撃を受けた。このため、山梨馬車鉄道は路線の縮小を行った上で、1906年に設立された山梨軽便鉄道に事業を譲渡した。
山梨軽便鉄道はしばらくは甲府と鰍沢を結ぶ路線を中心に営業していたが、電気運転への転換を目論み、1920年12月に甲府から石和・小井川への電気軌道の敷設申請を行った。しかし、この計画への許可が下りる前に、甲府電車軌道の計画が持ち上がった。甲府電車軌道はまだ会社設立こそされていなかったものの、より大きい資本力を有する上、区間も甲府から石和まで、甲府から小笠原を経由して鰍沢へ向かうという内容で、山梨軽便鉄道の計画と競合するものであった。しかも、この時期には富士身延鉄道が身延から甲府までの延伸を計画しており、山梨軽便鉄道が対抗できなくなることは明らかとみられた。そこで、山梨県と甲府市の斡旋により、その事業を甲府電気軌道に譲渡することにした。

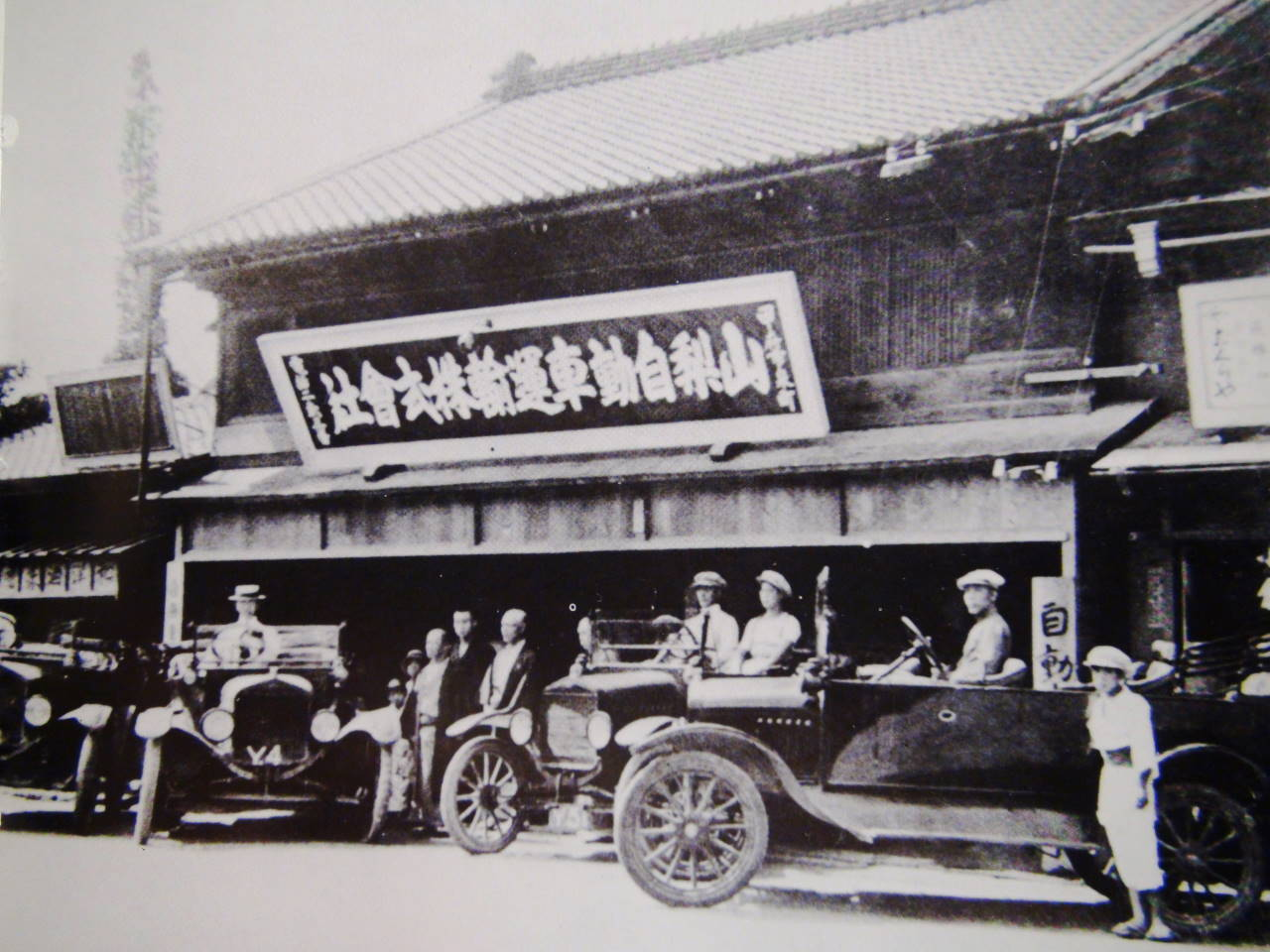
山梨自動車運輸社屋。甲府市泉町（現在の美術館通り沿い、相生地区）にあった。大正6年頃の撮影。

一方、1913年には大原村（2011年時点の大月市猿橋町）において自動車の試運転が出願され、1916年には甲府市内で芸妓置屋が送迎のために貸切自動車の営業を開始しており、同年12月には武川村で不定期運行の乗合自動車が営業を開始した。これが山梨県におけるバス事業の始まりとみられており、1917年には山梨自動車運輸がフォード4台で甲府市から小笠原を経由して倉庫町に至る路線の運行を開始した。この山梨自動車運輸が、山梨交通の直接のルーツとなる会社であり、山梨県内における本格的なバス事業の始まりでもある。同年には甲府自動車運輸と山梨自動車が営業を開始した ほか、山梨軽便鉄道も自動車営業を開始しており、1919年には白州町で甲信自動車運輸が、須玉町で百観音自動車が営業を開始している など、山梨県における自動車事業の展開は全国的にも比較的早かった。
甲府電車軌道は1923年に発足し、1925年に山梨軽便鉄道を吸収合併した。1926年8月には甲府市内の柳町から増穂村の青柳にいたる軌道敷設許可を得た上で、1928年に着工した。また、1929年には商号を山梨電気鉄道と変更し、青柳から鰍沢にいたる区間の延長申請を行っている。1930年5月には、甲府市貢川と大井村を結ぶ区間において、電車による営業を開始した。その後も小刻みに路線を延長し、1932年12月26日には甲府と青柳の区間が全通している。一方、富士身延鉄道が1928年3月に甲府まで全通した ことに伴い、馬車鉄道は甲府から鰍沢までの路線が1928年中に、甲府から石和までの路線も1930年には廃止されている。また、青柳以遠の区間については何度か資金難のために着工を延期はしたものの、1936年には着工不能が確定的となったため特許が取り消されている。
この時期はバス事業においても開業が相次いでおり、1923年には鰍沢に鰍沢乗合自動車が開業したが、ほどなく山梨自動車運輸に併合されている。このほか、同年には勝沼にマルエス自動車商会、塩山には鈴木自動車商会が開業しており、1925年には日下部町に雨宮自動車商会、身延町には身延自動車が開業、1926年には甲府市の御岳開発組合が昇仙峡探勝バスの運行を開始している。元号が昭和に変わってからもバス事業の創業が続き、1929年には白根町でクラブ自動車、下部町には下部温泉自動車が開業している ほか、1933年には富士山麓電気鉄道（当時）の経営者である堀内良平が御坂国道バスを設立し、御坂峠を越えて甲府と上吉田を結ぶ路線を運行開始している ほか、芝川町にて運行を開始した富士川自動車や甲府市に設立された山梨公衆自動車など、7社がこの時期までに開業している。山梨電気鉄道も商号変更前の1927年ごろから数回にわたってバス事業の申請を行っているが許可されていない。

### 自主統合の流れ

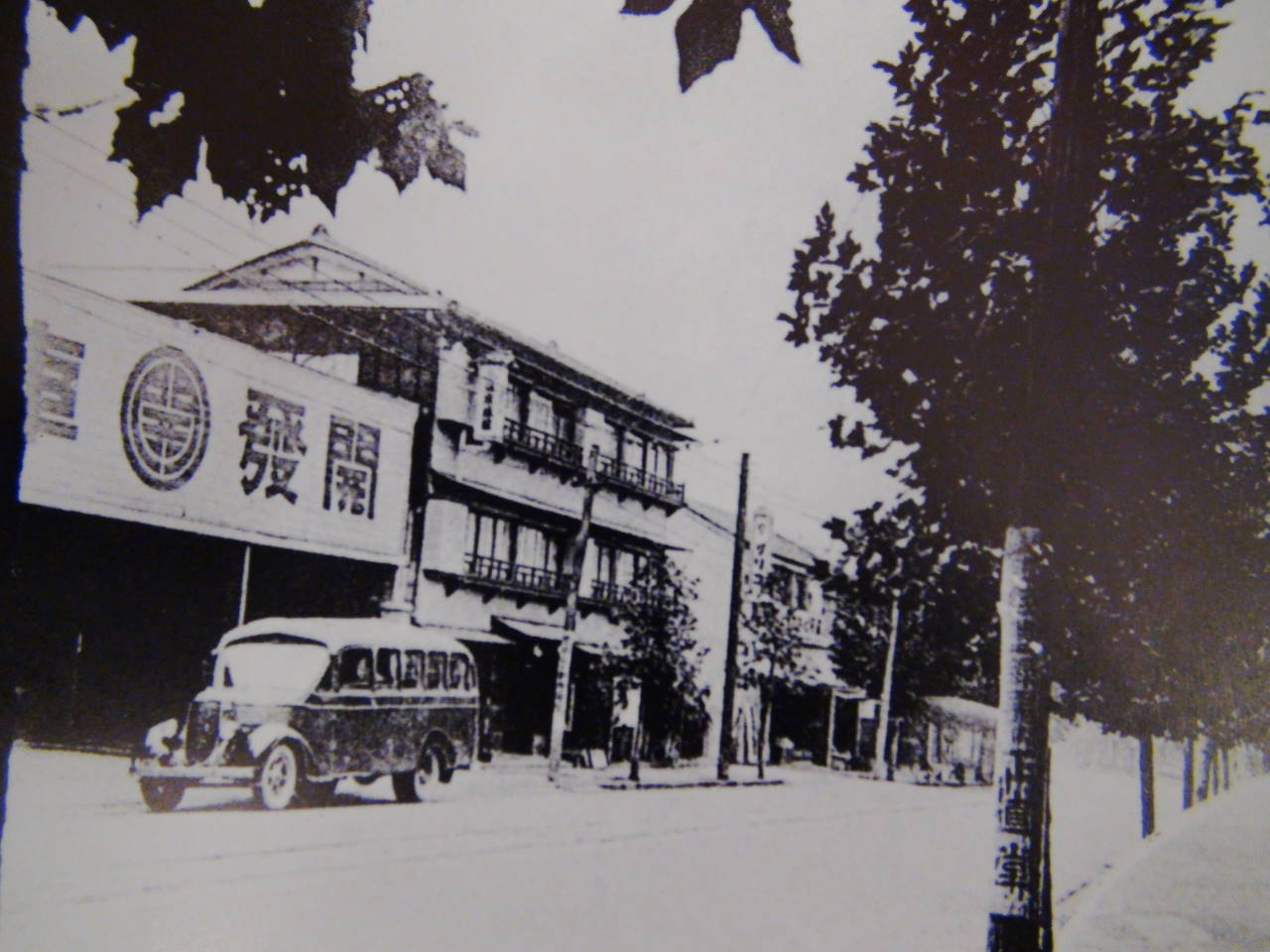
山梨開発協会。1928年（昭和3年）頃の撮影。

こうした小規模なバス事業者の乱立は、競合による疲弊を招くことになった。甲府と勝沼を結ぶ路線などでは3社が競合し、運賃のダンピングなどによる乗客の争奪戦が激化し、バス事業者の経営を圧迫する結果となった。そのうち、資本力のある事業者が小規模事業者を買収し合併する気運が現れ始めた。こうした方向性は、「交通企業の合理化と交通事業の統制」を目的として、1931年に公布され、1933年10月から施行された自動車交通事業法の精神である1路線1営業主義にも叶うものであった。
自動車交通事業法の成立以前に、1927年に山梨自動車運輸は山梨公衆自動車と御岳開発組合と合併して山梨開発協会を設立、1929年にはマルエス自動車商会・鈴木自動車商会・雨宮自動車商会が合併して東部乗合自動車を設立した。さらに1931年には東部乗合自動車が山梨開発協会と合併した のを端緒として、山梨開発協会が国中地方のバス事業をまとめる統合主体となっていった。峡南地域でも、身延自動車が1929年から1931年にかけて、身延弘通と富士川自動車を合併している。
一方、山梨電気鉄道は山梨開発協会のバスと競合したため経営難に陥り、1936年には主たる債権者であった日本興業銀行の申請によって鉄道省の強制管理下に入ることになった。1937年には日本興業銀行から山梨電気鉄道の競売申請が裁判所に申し立てられ、1938年5月に設立された峡西電気鉄道によって落札された。これによって、甲府から青柳までの電車の運行は峡西電気鉄道の経営に移行した。
他方、バス事業の統合も山梨開発協会によって進められ、1933年に輿石自動車を、1935年には甲府自動車運輸を合併した。これにより、山梨開発協会は甲府市周辺と峡東地域の大半の路線を運行する事業者となった。

### 戦時統合へ
戦時体制になり、1939年に陸上交通事業調整法が公布される 前後には、バス事業の統合の動きはさらに加速し、1938年に八ヶ岳自動車とアサヒ自動車が、1939年には台ケ原自動車が山梨開発協会に合併することになり、峡北地域のバス事業もほぼ山梨開発協会に統合されることになった。1942年までにさらに2社が合併している。
一方、日中戦争が勃発した1937年以降は燃料事情が悪化し、燃料統制が行なわれることになった。このため、1939年以降はバスの代用燃料化が進められた。これと同時期に、不要不急路線の休止も進められ、鉄道と完全に並行する路線や観光路線などは相次いで休止されていった。1944年ごろには甲府市内で残された路線に乗客が殺到し、どのバスも超満員となる事態になった ため、近距離旅客の制限まで行われたという。
1942年には陸運統制令に基づく鉄道省通牒により強制統合が進められることとなったが、この時に山梨県では甲府地方・岳麓地方の2ブロックに分けられる事となった。岳麓地方では富士山麓電気鉄道が統合主体となった が、甲府地方では山梨開発協会・峡西電気鉄道・身延自動車の3社が合併し、これに小規模事業者である6社が事業譲渡する方法をとることになった。これに伴い、1943年からは資産評価の作業が開始された が、会社の規模による各社間の思惑の相違、資産評価基準に対する不満、さらに事業形態の異なる自動車事業と軌道事業の統合における支障などがあった ため、当初1944年5月に予定していた統合を延期せざるを得ない状況に陥った。そこで、1944年10月には統合に関する一切を関係各社から山梨県に一任すると申し出た。山梨県ではこれを受け入れ、山梨開発協会を存続会社として峡西電気鉄道・身延自動車を吸収合併し、他社はこれに現物出資するという形態での統合を決定した。このような経過を経て、1945年2月1日に山梨交通が発足した。ただし、統合前の1944年の時点で既に「山梨交通」という社名が一部で使用された記録が残っている。

### 戦後の復興

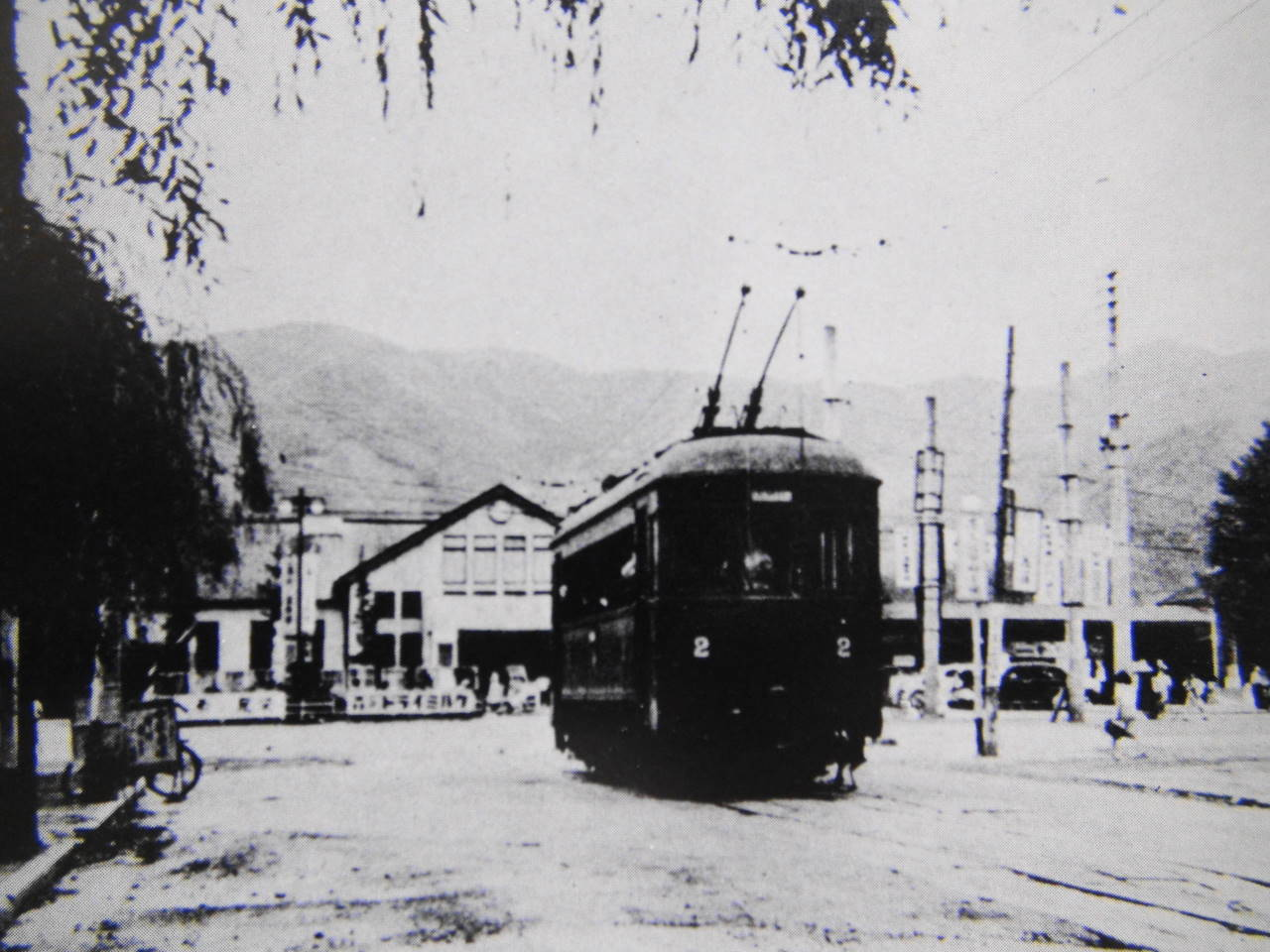
戦後間もない頃の甲府駅前を走る山梨交通電車線。昭和21年頃の撮影。

統合して新会社となった山梨交通は、国中地方の軌道とバスを独占する交通機関となっており、バス事業では統合された事業者の1つである身延自動車の営業エリアの関係から静岡県の一部にも乗り入れ、55路線173台を有する一大バス事業者となった が、実際には29路線が休止となっており、実働車両も35台しかない有様であった。これに対し、電車線は1945年7月の空襲時においても車両が被災を免れていた。
いずれも終戦後に復旧整備が開始されることとなり、バス路線は1946年10月に甲府から境川への路線が運行を再開したのを皮切りとして、休止路線の再開が進められた。1947年には新路線の開設も行われ、休止路線の再開と新路線の開設が並行して行われるようになり、1952年には休止路線の運行再開は完了した。これに対して、電車線はバスより早い1947年には戦前の状態に復旧している。
1950年からは戦時中に休止されていた貸切バス事業を再開、1952年には身延山開宗700年記念祭や山梨平和博覧会などにあわせて新車を6台導入するなどして輸送力を増強した。

### 発展
1954年には富士山麓電気鉄道との共同出資により、貸切バス専業の山梨観光自動車を設立した。1958年には芝川営業所の貸切バス事業認可が得られた ことから、静岡県下である芝川町・富士宮市にも山梨交通本体の貸切バスの事業区域が拡大されることとなった。
電車線においては、1952年3月に国鉄甲府駅構内借用許可を得て、甲府駅構内への乗り入れを計画した。当初は同年中に乗り入れる計画であった が、国鉄側の施設の移転や道路整備の状況などの問題があり、1953年9月に市内のルート変更を行った上で甲府駅へ乗り入れを開始、甲府駅前のバス乗り場も電車線の駅に集約した。なお、1954年には甲府市内の併用軌道区間の単線化が行われている。
1950年代になるとバス路線の新設が多くなり、1955年までには扇状地を遡るように積翠寺・芦安・穂坂・増富・小淵沢・内船・上九一色へと乗り入れを開始、1960年までにはさらに奈良田・小泉・清里・切差へと路線網を拡大した。また、この時期は長距離バス路線への進出も目立ち、1954年7月1日から静岡鉄道との相互乗り入れによって甲府と静岡の間を結ぶ急行バス（静岡甲府線）の運行を開始した ほか、1958年12月に国道20号の新笹子トンネルが開通したことを契機として、甲府と大月を結ぶ路線を富士山麓電気鉄道（当時）との相互乗り入れによって運行を開始した。1959年2月からは諏訪自動車（当時）との相互乗り入れによって甲府と上諏訪を結ぶ路線を、同年6月には千曲自動車（当時）との相互乗り入れにより甲府と小諸を結ぶ路線の運行を開始した。また、新笹子トンネルの開通を前提に富士山麓電気鉄道（当時）および京王帝都電鉄（当時）との3社で申請していた新宿と昇仙峡を結ぶ路線の免許が下りた ことから、1959年7月5日から日曜・祝日のみ運行の季節路線として運行を開始した が、これが中央高速バス甲府線の原型ともいえる路線である。
しかし、このバス路線網の拡大の一方で、電車線の利用客が山間部まで直通するバスに転移し、電車線の経営状況は悪化していった。その上、1959年には台風7号によって貢川の車庫の倒壊や路盤流失などの被害があった ほか、復旧途上に台風15号が被害を与え、復旧費用が嵩んだために電車線の経営状況の悪化に拍車をかけることになった。そのような状況下、「ボロ電 を都会的な電車にしよう」と、当時の山梨県から見て「都会の電車」であった国鉄101系電車に似せたオレンジ色1色に車両の色を変更する、といったことも行なわれていた。
この頃の山梨交通では関連事業にも着手している。観光業務に重点をおくという方向性のもと、八ヶ岳山麓にバンガローや観光バスセンターの建設に着手した ほか、地下鉄池袋駅構内に観光案内所を開設した。

### 1960年代

#### 山交騒動
電車線はバスとの競合や自然災害などで不振であった ものの、バス事業については黒字を計上し、1960年代に入る頃には、山梨交通は県内では最大の企業となっていた。しかし、この時期の山梨交通の経営状態はかなり悪化していた。当時の経営者の放漫経営に問題があったといわれており、県会議員や大株主の依頼を受け、国際興業の社主であった小佐野賢治が山梨交通の再建にあたることになった。小佐野賢治は山梨交通の株式を40万株取得し、1959年9月に当時の社長の河西俊夫と会談して取締役としての参加を申し出た。この時点で、既に小佐野賢治は山梨交通の個人筆頭株主であった。
小佐野賢治は山梨県出身であり、山梨交通の経営に参加する目的も「郷土の企業発展と観光振興に力を貸したい」というものであった が、当時の経営陣は東京の事業家の進出に危機感を抱いた。衆議院議員でもあった河西は、同じく衆議院議員でもあった堤康次郎に全面的支援の約束を取り付け、社長一族が主導権を握る目的で株式の買占めにかかった ため、事態は「株主総会までにどちらがどこまで株式を買い集められるか」 という小佐野賢治と河西の株式争奪戦の様相を呈した。さらに、河西は株主総会直前に取締役会で静岡市に設立された駿河観光の買収を決議した が、この駿河観光は実態のない会社で、河西の持株比率を高める策略であった。
1960年の株主総会は、河西が招集した西武鉄道の社員が大半を占めている状況下で行われ、駿河観光の買収は可決された が、小佐野賢治はこの議決について執行停止の仮処分を申請し、法廷闘争へ移行する事態となった。新聞では小佐野賢治と山梨交通の双方から声明文が出され、多くの山梨県民に「山交騒動」としてこの状況が知られることになった。
同年6月の判決では小佐野賢治の主張が全面的に認められ、9月に行われた株主総会で駿河観光の合併話は解消された。この時点で、山梨交通の持株比率は小佐野賢治と堤の両者がほぼ同率で所有しており、両者とも筆頭株主となっていた が、その後の話し合いにより堤の持株は小佐野賢治に譲られ、堤は山梨交通から全面的に手を引いた。これにより、小佐野賢治は山梨交通の株式を100%取得したことになった。

#### 国際興業傘下で再建
山梨交通を掌中に収めた小佐野賢治は、国際興業から役員を徐々に送り込んだ。1961年の株主総会で副社長に国際興業の専務だった小佐野栄が就任、続いて同年11月には小佐野賢治が会長に就任した。さらに、翌1962年の株主総会で旧経営陣は全て退陣し、社長に小佐野栄が就任した。こうして、山梨交通は国際興業グループとして再出発することになった。
経営内容の刷新を図るべく、まず1961年には静岡資本の甲府松菱デパートを買収した。続いて、経営状況の抜本的な改革として、再生の見込みが立たない電車線については廃止することになり、1961年から沿線自治体との折衝を開始、1962年5月には運輸省と建設省の許可も得られた ことから、同年6月30日限りで「ボロ電」として親しまれてきた電車線は廃止された。1965年には甲府駅前の電車線乗り場跡地に甲府松菱デパートを移転した上で、山交百貨店としてオープンさせた。
電車線の廃止後も、路線バスの拡充は進められた。主な路線だけでも、1963年に芦川村・古市場へ乗り入れを開始、1964年には芦安から夜叉神峠登山口までの路線を開設し、同年には静岡県内でも富士川町から蒲原病院（蒲原町）へ路線延長された。1965年には鶯宿（芦川村）へ乗り入れ、1966年8月1日には西東京バスとの相互乗り入れにより氷川と塩山を結ぶ路線が運行開始され、1967年には夜叉神峠登山口から広河原ロッジへ路線延長が行なわれている。
貸切バス事業についても、1962年には東京都板橋区に東京営業所を開設して東京進出を果たし、1965年9月には富士吉田にも貸切バス営業所が開設され、富士山麓での営業拠点となった。甲府の貸切バス営業拠点についても、1970年には貢川・湯村・伊勢町の各営業所の貸切バス事業を統合して甲府観光営業所を設けた。
この頃には関連事業についても強化され、1961年には甲府自動車教習所を買収して山梨交通自動車教習所として営業を開始、1962年には湯村温泉の旅館である昇仙閣の経営にも参加し、清里高原にはセンターロッジやバンガローを建設した ほか、1965年には八ヶ岳スケートセンターを開設した。また、タクシー事業においても、戦時統合中のタクシー事業者の統合により設立されていた山梨貸切自動車に1962年から経営参加している。
バス事業を拡大してゆくうち、車掌の要員不足に悩まされることになった。また、増収努力は効果を挙げていた ものの、収支面では赤字基調となっていた ことから、人件費削減による合理化対策としてワンマンバスの導入を行なうことになった。1965年から労使交渉などの準備を行い、1966年5月から甲府市内の路線において整理券方式後払いによるワンマンバスの運行を開始した。

### 1970年代

#### モータリゼーションの進展
1970年代に入る頃から、山梨県下においても自家用車の普及、いわゆるモータリゼーションの進展が見られ、路線バスの乗客数は減少し始めた。しかし、貸切バスの需要はまだ旺盛であった ことから、効率化を進める一方で、伸びるニーズを捉えることが必要とされた。1972年には東京営業所を国際興業に譲渡して撤退する 一方で、山梨県内ではハイデッカーや豪華車両の投入などの強化を図っている。
路線バスのワンマン化は、1970年代の半ば頃には狭隘路線を除けばほぼ終了していた ことから、1978年からは道路に合わせてバス車両そのものを中型化、あるいは小型化することでワンマン基準に適合させる方策がとられるようになった。また、出先での車両の駐泊 なども順次廃止され、一部は現地在住の乗務員が始発便と最終便を担当するように変更した ほか、営業所も統廃合が行われた。また、サービス向上のために、停留所以外でも自由に乗り降りが可能な自由乗降バスを1978年から導入を開始、ほどなく甲府市内と幹線道路以外はほとんどの区間が自由乗降区間となった。同年からは使用時間を限定する代わりに割引率を高く設定した「買物回数券」も導入された。
また、不採算路線については休廃止が進められることとなり、1971年6月に内船と寄畑を結ぶ区間が廃止されたのを皮切りとして、同年度内に身延から芝川までの区間が廃止となり、静岡県内の一般路線は他の山梨交通の路線と接続しない孤立した路線網となった。1972年度には塩山・山梨市から栗合・御坂への路線や早川橋と下部を結ぶ区間が、1973年度には貢川から鶯宿・奈良原へ向かう路線が、1974年度には湯村から増富への路線などが廃止された。この時期に28路線が休廃止となったが、ほとんどが峡北・峡南地域の路線であった。また、長距離バスも利用者減少のため、1971年9月に甲府と上諏訪を結ぶ路線が休止されたのをはじめとして、1972年1月には甲府と小諸を結ぶ路線が、同年4月6日には塩山と氷川を結ぶ路線が、1978年には甲府と大月を結ぶ路線も廃止された。また、静岡と山梨を結ぶ路線（静岡甲府線）については、1979年に山梨交通が撤退、その後は静岡鉄道の単独運行となった。
その一方で、1969年に中央自動車道が一部開通したことに伴い、昇仙峡と新宿を結ぶ急行バスは大月以東は中央自動車道経由に変更された。また、昇仙峡グリーンラインの開通に伴い、1972年4月には貢川からグリーンラインを経由して昇仙峡へ向かう路線が開設された ほか、1973年には定期観光バスの運行も開始された。

#### 高速バスへの参入
1978年に中央自動車道が笹子トンネルを抜けて勝沼まで開通したのを機に、それまで季節運行だった新宿と昇仙峡を結ぶ路線を定期運行の高速バス路線として発展させる形で、1978年4月22日から山梨交通・富士急行・京王帝都電鉄（当時）の3社共同運行による中央高速バス甲府線の運行を開始した。この路線では、予約システムを3社で統一し、甲府での予約業務は山梨交通が一括して行なうことになった。当初各社3往復ずつの9往復で運行開始した 甲府線は、利用者も順調に増加したことから年毎に増便され、1985年には30往復にまで成長していた。
中央自動車道が全通すると、新宿と長野県を結ぶ高速バスが注目され、京王帝都電鉄（当時）と伊那バス・信南交通が新宿と伊那・飯田を結ぶ路線（中央高速バス伊那・飯田線）の運行を計画していた。当時はまだ長距離路線におけるルールのようなものが確立しておらず、山梨交通では伊那・飯田線への参入を希望した。同路線には富士急行・諏訪バスも参入を希望しており、紆余曲折はあったものの、1984年12月に伊那・飯田線が開業した際に、山梨交通では新宿と駒ヶ根を結ぶ系統の1往復を担当することになった。その後1986年には新宿と諏訪地区を結ぶ路線（中央高速バス諏訪岡谷線）の運行が計画された が、この路線は山梨県内でも乗降を扱うことから、当初より山梨交通も参入することで計画され、1986年11月の暫定運行開始から1往復を担当することになった。
1989年8月には、季節運行で東京駅から清里へ直通する高速バスをジェイアールバス関東と共同で運行を開始、1990年からは横浜駅から清里への高速バスを京浜急行電鉄（当時）との共同で運行を開始した。

### 1980年代

#### 関連事業の再編成
1980年代に入ると、関連事業の再編成も行われた。
1980年には甲府駅前に立体駐車場を開業、1981年には中央自動車道の双葉サービスエリア下り線にレストラン山交をオープンさせた。また、1986年には甲府駅前のバスターミナルを新築した ほか、山交百貨店も全面的に建て替えが行われて1989年にオープンした。その一方で、八ヶ岳スケートセンターは1981年に営業を休止している。
1989年には湯村営業所を竜王に移転して、跡地にはダイエーとフランチャイズ契約を結んだ上で湯村ショッピングセンターを1990年に開業した ほか、1993年から1995年にかけては貢川営業所と甲府観光営業所を敷島営業所に統合し、跡地には貢川ショッピングセンターを開業した。また、1990年には清里高原富士屋ホテル（現在の清里高原ホテル）を開業した。さらに、1989年には昇仙閣を建て替える形で甲府富士屋ホテル（現在の甲府記念日ホテル）を開業している。
系列の貸切バス専業事業者であった山梨観光自動車は、1989年に富士急行の保有していた全株式を山梨交通が譲受し、山梨交通直系の事業者となった。これにあわせて、富士急行は1985年に平和観光自動車（当時）を設立した。

#### 続く一般路線バスの縮小
一方、一般路線バスの縮小傾向は続いていた。
1982年度には15系統、1983年度に16系統、1984年度には25系統が廃止となり、富沢町・南部町・下部町・三珠町・中富町・大泉村・長坂町・鰍沢町では山梨交通の路線がなくなった後に、道路運送法101条に基づいて、自家用バスを使用した廃止代替バス（自治体バス）の運行を開始した。
平成に入ると、第3種生活路線の国庫補助期限切れなどにより、さらに路線の廃止が進められる事になった。1989年には芦川村への路線を廃止、1990年には韮崎と小笠原を結ぶ路線が廃止された。1991年からは自治体バスへの移行だけではなく、道路運送法24条の2を適用した貸切免許による代替バス運行（貸切代替バス）も行なわれるようになり、長坂と小淵沢を結ぶ路線や百観音から日野春方面への路線が、自治体からの委託による貸切代替バスでの運行に切り替えられた。その後も不採算路線に対する自治体バスや貸切代替バスへの移行は続き、1995年には鰍沢と身延の間の路線がつながらなくなった。さらに、1995年10月には牧丘町の路線が廃止された際に、地元のタクシー会社に委託することになった ため、既に運行されていた塩山地区の貸切代替バスから山梨交通が撤退した。1997年には山梨交通は山梨市から全面撤退した。
こうした路線縮小の結果、山梨交通の路線は甲府市を中心に鰍沢・勝沼方面と、韮崎・塩山・身延・富士宮近辺の路線だけが残る状態となり、400台近くあった路線バス車両も150台程度に半減してしまった。

### 1990年代

#### 路線バスへの新機軸導入
このように、1990年代前半までの山梨交通の路線バスは縮小均衡策が目立っていた。しかし、残存路線については新しい営業政策により積極的な改善を行なう方向性に転換することになった。

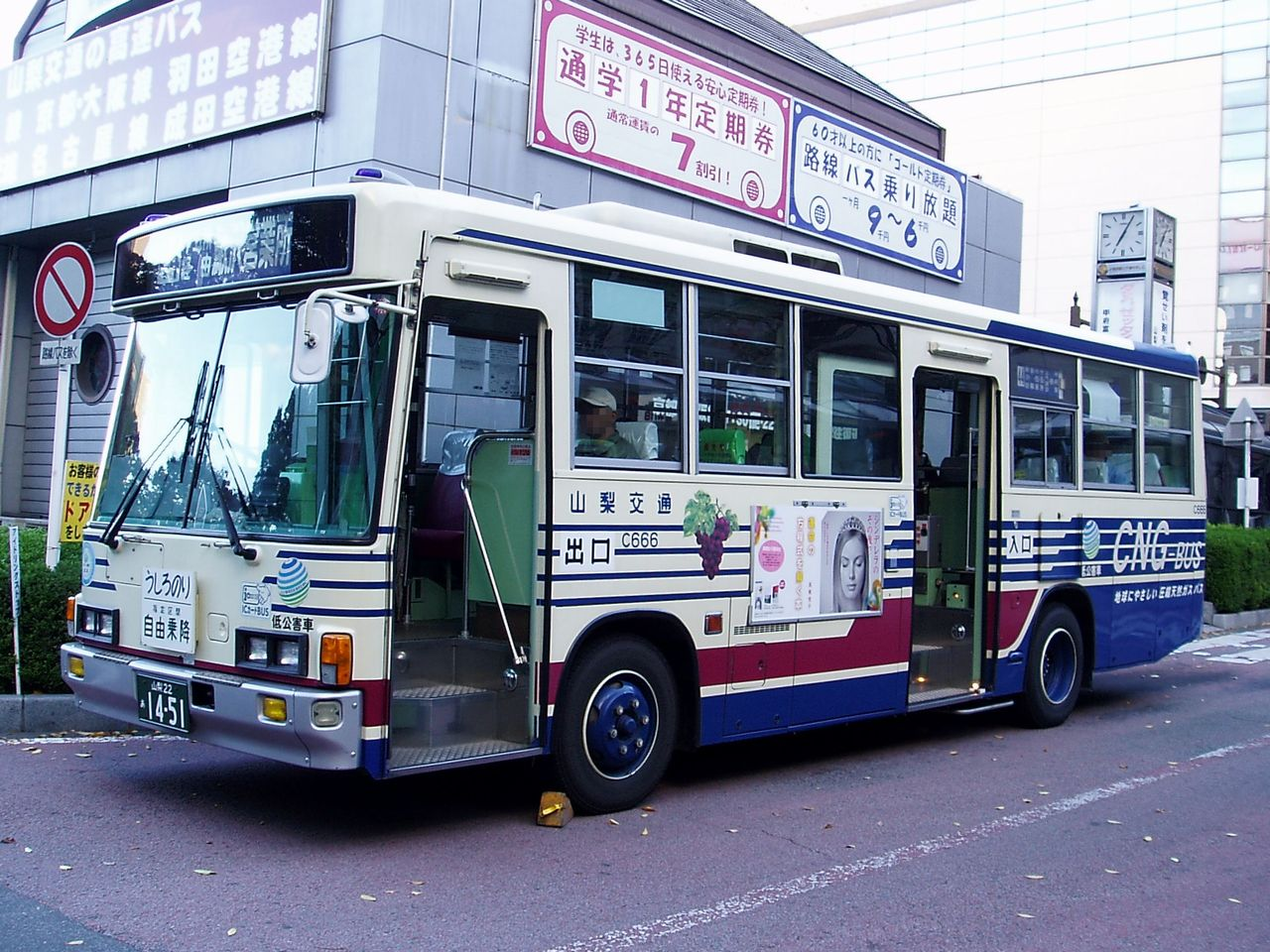
1998年から導入が開始されたCNGバス

1993年6月には山梨県の補助を得た上で車椅子リフト付きのバス3台が導入された が、これは日本の民営バス事業者では初めてとなる車椅子リフト付き路線バス車両であった。1996年には貸切バスにおいても車椅子リフト付きの車両が導入された。また、1998年からは圧縮天然ガスを燃料として使用するCNGバスの導入を開始した が、山梨県が低公害車両への補助制度を確立した ことにより、CNGバスは徐々に増加してゆくことになる。また、東京ガスとタイアップした上で整備工場内にCNG充填所を建設し、運営は山梨交通が受託することになった。
また、1997年からは甲府市内への通勤流動に対するパークアンドライドの実験を開始した ほか、甲府商工会議所が主体となって運行を開始した無料循環バス「レトボン」や、高根町が主体となって運行する「清里ピクニックバス」などの運行を山梨交通が受託する など、地域とのタイアップによる施策もみられるようになった。
路線バスの運賃面でも、甲府駅や韮崎駅から1kmの区間についてワンコイン運賃（100円）を導入した ほか、高齢者向けに一般路線バス全線を利用可能な「ゴールド定期」の発売を開始、さらに「通学1年定期」の設定も行われた ほか、2003年度からは普通運賃が600円以上となる区間の定期券においては全て600円の運賃として計算するという、定期券の上限運賃を設定した。また、この年の夏からは小児運賃を一律50円にする施策も行なわれた。

#### 営業拠点とグループ会社の再編成
一方、残存路線についてもさらにコストダウンを図る必要があった。山梨交通では傘下のタクシー事業者や貸切バス事業者に着目した。
まず1995年には身延営業所の貸切代替バスを全て山交タクシーに移管、1996年には塩山営業所管内の路線を山梨貸切自動車へ移管した。さらに1997年には敷島営業所管内の不採算路線を山梨観光自動車に、韮崎営業所管内の一部路線を山交タクシーの貸切代替バスに移管した。さらに、1999年からは身延営業所の業務を全て山交タクシーに移管し、塩山営業所は山梨貸切自動車に管理委託、韮崎・鰍沢・静岡の各営業所を山交タクシーに管理委託した。このような流れの中、2002年に山交タクシーは山交タウンコーチに社名を変更し、同年には韮崎営業所と静岡営業所は山交タウンコーチに移管された。
これらの施策により、山梨交通は新会社を設立することなく分社化と同じ効果を挙げた。
貸切バスについても、1998年には鰍沢・塩山の両営業所の貸切バス事業を廃止した ほか、2000年には富士吉田営業所を廃止、2002年10月には敷島営業所の貸切バス部門を山梨交通観光バスに統合した。

### 2000年代

#### 日本初のバスICカード本格導入
| バスICカードのカードリーダー |  | バスICカードのカードリーダー |
| バスICカードのカードリーダー |  |                              |

山梨交通では1998年より三陽電気製作所（当時、現・レシップ）・NTTデータと共同でICカード乗車券の計画を進め、1999年には実車試験も行っていた。この結果を踏まえて、2000年2月28日から「バスICカード」の運用を開始した。バスにおけるICカード乗車券は、1997年の静岡県豊田町のユーバス、1998年の東急トランセおよびスカイレールサービス、1999年の道北バスなどで実用化されていたが、モノレールであるスカイレールサービスは定期券機能のみでバスでの導入例は回数券機能のみであった。路線限定の均一運賃ではなく、多区間制運賃で広域のバス路線網において実用化されたのは道北バスに次いで2例めであり、回数券と定期券の一体化を図ったのは日本では山梨交通が初めての事例であった。同年中には広河原線を除く山梨県内の全路線で利用可能となり、2002年にはクレジットカードとも一体化、さらに2003年には静岡県内の路線でも利用可能となった。また、社員証もICカード化された ほか、ICカードのシステムと連動させて、デジタル式運賃表示器のデータを位置情報として提供する方式のバスロケーションシステムの運用も開始している。
ICカード導入後、それまで減少傾向であった一般路線バスの利用者数が横ばい傾向となり、日本全国からバスICカードシステムの視察に訪れる など、日本のバス業界の注目を集めた。ICカードの導入は、社員の士気向上にもつながった。

#### 高速バスの新展開
一方、2000年9月30日からは甲府と大阪を結ぶ夜行高速バス「クリスタルライナー」の運行を開始した。大阪方面への夜行高速バス構想自体はそれ以前から存在しており、運行距離が450km未満であったため途中休憩を長く確保することでワンマン運行が可能であった こと、運賃も東京と大阪を結ぶ路線と比較すると高めながら、JR鉄道線を乗り継ぐよりも安く設定した ことにより、採算ラインを1便当たり17人に設定することが可能となった。運行を開始した後に停留所の追加なども行った結果、1便平均20人以上の利用者数で定着した。また、2001年からは羽田空港への空港連絡バスを、2002年からは成田空港への空港連絡バスの運行も開始した ほか、2003年には甲府と名古屋を結ぶ高速バス路線、2004年からは新宿と身延山を結ぶ路線の運行も開始している。

#### グリーン経営認証取得
2005年には、山梨県内のバス事業者としては初めて「グリーン経営認証」を取得した。当初は山梨交通本体だけであったが、同年中には山梨交通観光バス・山梨貸切自動車・山交タウンコーチなどのグループ各社も認証を取得している。

### 2010年代

#### 日本初の水素燃料バス営業運行
2012年4月9日から、水素燃料バスの実証運行を開始。これはディーゼルエンジンを水素燃料エンジンに改造したバス1台を導入し、水素燃料の使用による二酸化炭素削減効果や事業性・採算性、他地域への波及性に対する検証を行うために実証運行に踏み切った もので、導入に当たっては環境省の委託事業である「チャレンジ25地域づくり事業」を活用している。
日本における水素燃料バスの公道走行は、東京都市大学のシャトルバスに続く2例目であり、路線バスとして営業運行するのは日本初の事例となる。燃料となる水素ガスは岩谷産業が製造し「水素ステーション」と名付けたトラックにより供給する。
実証運行は2年にわたり行われ、2012年4月から2013年2月までは、甲府駅北口から武田神社などを経由する合計約7kmの甲府市内路線（伊勢町営業所管内）を運行し、2013年3月からは甲府市と南アルプス市を結ぶ約20kmの路線を運行する。
車両は、京浜急行バス杉田営業所（Y4012号車）から移籍した日野・リエッセ（KK-RX4JFEA）を改造したもの。水素燃料バスへの改造は、東京都市大学と同様にフラットフィールドが手掛けた。国際興業カラーをベースに水素燃料バス専用ラッピングが施され、社番は「ヤマコー」の語呂合わせでC805が与えられた。登録番号（ナンバープレート）は「山梨200か613」。なお、実証運行終了後も車両は敷島営業所に留置されていた（2015年9月時点）。

#### 一般路線バスにPASMOを導入
中央高速バス甲府線には2008年3月19日より交通系ICカード「PASMO」を導入していたが、一般路線バスではバスICカードの運用を継続していた。しかし、2015年2月、山梨県からの補助金を活用して路線バスにPASMO・Suicaなどの交通系ICカードを2015年度後半を目処に導入すると一部新聞報道がされ、同年8月5日に山梨交通からPASMO導入に関しての公式な発表が行われた。この時の導入対象には当時山梨貸切自動車の管轄だった塩山営業所も含まれていたが、導入を速やかに進めることを目的に 10月1日に山梨交通に移管された。そして、11月30日を以って山梨交通が直轄する路線ではバスICカードの運用を終了し、12月7日よりPASMOの運用が開始された。この際、PASMOと相互利用可能な交通系ICカードについても使用できるようになった。なお、山交タウンコーチが管轄する路線では引き続きバスICカードを使用していたが、2016年8月20日に山梨交通からPASMO導入に関しての公式な発表が行われ、同年12月5日から山梨県内で、12月12日からは静岡県内でPASMOの運用が開始された。

#### 子会社を統合し一社体制に
アメリカの投資ファンドであるサーベラス・キャピタルマネジメント社によって親会社の国際興業が再生を受けていた が、その過程で行われた持ち株売却の流れの中で、国際興業の持ち株を山梨交通の役員が買い取った ため、2014年7月時点で山梨交通は国際興業のグループ会社ではなくなっている。
業務の効率化や運営系統の一元化、運転手不足対策のため、自動車学校、トラベル事業を順次吸収合併し、2018年10月1日をもって最後まで残った子会社の山交タウンコーチ（観光バス、タクシー事業）を吸収合併し、統合が完了した。

### 2020年代

#### EVバスの営業運行
2021年10月20日から、EVバスの営業運行を開始。車両は中国の江蘇常隆客車（アルファバス）製ECITY L10で、加賀電子の子会社を介して導入されたものである。このバスの導入にあたり山梨県と災害協定を結び、災害時には外側に設置されているACコンセントを介して非常用電源として使用可能である。

## 企業概説

### 軌道事業
前身となる山梨馬車鉄道が1898年に馬車鉄道として運行を開始したのが端緒である。その後、1930年からは電車による運行を開始した が、1962年6月30日限りで廃止された。

### 一般路線バス事業
甲府盆地を主要なエリアとしており、2005年時点では約100系統の路線を運行している。甲府以外では、塩山駅、韮崎駅、身延駅、富士川駅などを起点とする路線バスがあるが、1980年代に整理・縮小されたうえ2000年代までに山梨貸切自動車（塩山）や山交タウンコーチ（韮崎、身延、静岡）といった子会社へ移管していた。ただ、歴史節で述べたように2010年代後半から山梨交通の直営に戻す動きがあり、2018年の山交タウンコーチの吸収合併を以ってすべて山梨交通に統合された。
路線や区間については各営業所の項目を参照。

### 市町村営バス・コミュニティバス事業
甲斐市、南アルプス市、韮崎市、北杜市、中央市、市川三郷町、富士川町、身延町の市町村営バス・コミュニティバスの受託運行を行っている。

### 高速バス事業

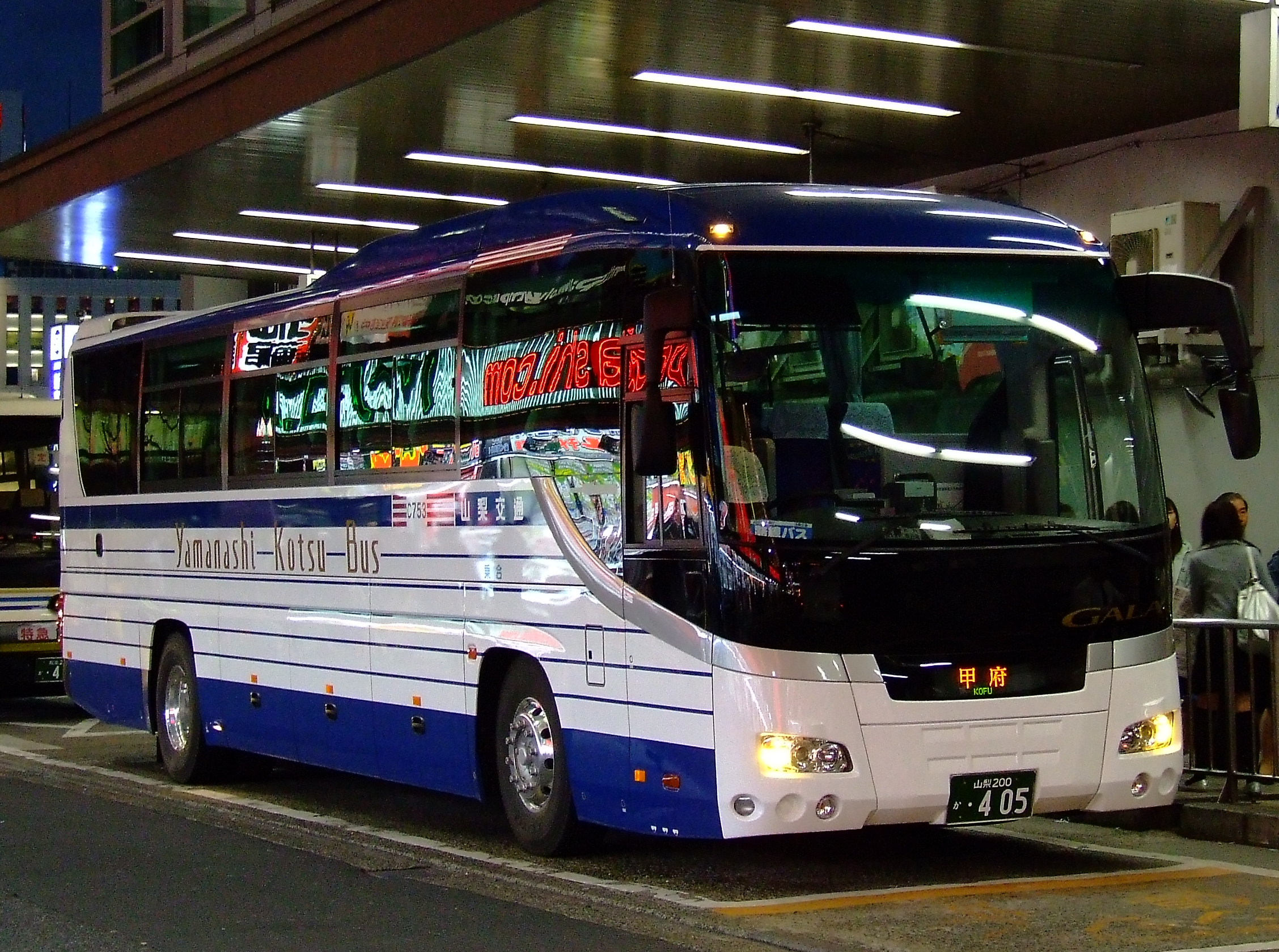
中央高速バス甲府線

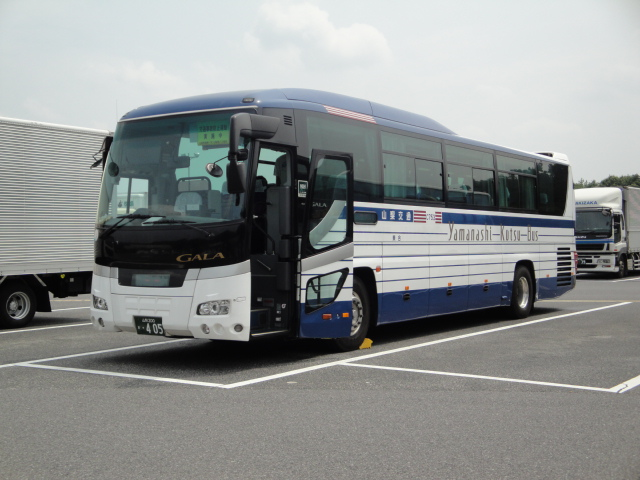
竜王・甲府 - 名古屋線

1959年に季節運行の急行バスとして新宿 - 甲府・昇仙峡間が開設されており、その後中央自動車道経由に変更していた が、これを発展させた形で中央高速バス甲府線として運行を開始した のが、山梨交通の高速バスの端緒である。中央高速バス以外の路線については、2000年に夜行高速バスとしてクリスタルライナーが開設され、その後も次々と路線が開設された。
  中央高速バス甲府線（新宿 - 甲府・湯村温泉・竜王・富士急上阿原車庫)
1978年4月22日より運行開始。当初9往復であった が、一時期は30往復にまで増便された。当初は自社便を自社の収入とするシステムであったため、ダイヤ改正がなくても担当便を1年ごとにずらす方式をとっていた。当初は石和経由便のみであったが、1983年1月19日から甲府南経由便も設定された。2002年6月1日からは湯村温泉へ（当初は3社とも、後に京王・山梨交通運行のみ）、2015年2月10日からは竜王へ（京王・山梨交通運行のみ）、2015年5月2日からは富士急上阿原車庫（富士急運行のみ）へそれぞれ一部便を延伸。京王バス（運行開始当初は京王帝都電鉄）・富士急バス（運行開始当初は富士急行）との共同運行。
  中央高速バス身延線（新宿 - 南アルプス・身延）
2004年8月6日に運行開始。当初は山梨交通の単独運行であった が、同年11月から京王バス東との共同運行路線となった。2018年10月に京王バス東担当便の一部が、京王バス東が撤退した中央市・南アルプス市線の補完として「中央市経由身延発着」の運行を開始した。
  中央高速バス諏訪岡谷線（新宿 - 上諏訪・岡谷）
1987年7月1日から運行開始。京王バス（運行開始当初は京王帝都電鉄）・フジエクスプレス（運行開始当初は富士急行）・アルピコ交通（運行開始当初は諏訪バス）・JRバス関東（運行開始当初は東日本旅客鉄道）との共同運行。山梨県内では昭和～小淵沢間で乗降扱いが行われる（いずれも東京都内との利用のみ可能）。
  中央高速バス伊那線（新宿 - 伊那・駒ヶ根）
1984年12月14日より運行開始。京王バス（運行開始当初は京王帝都電鉄）・フジエクスプレス（運行開始当初は富士急行）・伊那バス・信南交通との共同運行。歴史項にもある通り、山梨県内での乗降が行われない路線である。
甲府・竜王 - 京都・大阪線「クリスタルライナー」（甲府 - 京都・大阪）
甲府駅 - 湯村温泉 - 敷島仲町 - 竜王 - 韮崎駅 - 桐の木 - 中央道須玉 - 中央道長坂高根 - 中央道八ヶ岳 - 中央道小淵沢 - 京都駅八条口 - 名神大山崎 - 名神高槻 - 名神茨木インター - 梅田 - 湊町バスターミナル - 大阪あべの橋 - ユニバーサル・スタジオ・ジャパン（山梨発夜行便のみ停車）
2000年9月30日より運行を開始した、山梨交通では初となる夜行高速バス。2001年9月20日からは須玉IC経由に変更、2004年3月19日からは昼行便も設定された。近鉄バスとの共同運行。
  竜王・甲府 - 名古屋線「名古屋ライナー甲府号」
竜王 - 甲府駅 - 甲府昭和 - 中央道双葉東 - 中央道韮崎 - 中央道明野 - 中央道須玉 - 中央道長坂高根 - 中央道八ヶ岳 - 中央道小淵沢 - 高森 - 上飯田 - 中央道昼神温泉 - 中央道馬篭 - 中津川インター - 中央道瑞浪天徳 - 中央道桃花台 - 名古屋駅
2003年4月5日に甲府駅 - 名古屋駅（名古屋バスターミナル）間1日2往復で運行開始。当初は山梨交通の単独運行で、同年9月1日に停車停留所が5つ増加し、さらに2004年7月17日に甲府昭和バス停が新設された。その後2005年に1往復が増便された。JR東海バスとの共同運行。
  竜王・甲府 - 横浜・羽田空港線
竜王 - 甲府駅 - 山梨学院大学 - 石和 - 一宮 - 勝沼 - 羽田空港
甲斐市・甲府市・笛吹市・甲州市と羽田空港を結ぶ空港連絡バス路線。京浜急行バス（運行開始当初は京浜急行電鉄）との共同運行だったが、現在は単独運行（2024年3月1日より）。
2001年7月18日に中央自動車道経由で運行開始。2004年12月1日、羽田空港第2旅客ターミナル開業により同ターミナルに停車開始。2006年3月1日 - 3月31日の間、試験的に1往復増便して3往復となる。2009年3月1日より1日4往復に増便。それまで早朝のみであった甲府発車便が9時台にまで引き下げられ、夜遅くのみであった羽田空港発車便についても14時台の設定が登場した。2010年10月21日、羽田空港国際線ターミナル本格開業に先立ちダイヤ改正、同ターミナルへの停車を開始。2014年7月18日より山梨学院大学への停車を開始。横浜線は単独路線として2014年7月19日より、土日祝日学休期のみ首都圏中央連絡自動車道（圏央道）経由で運行開始。京浜急行バスとの共同運行。2021年4月16日羽田空港線と、横浜線は統合され、従来ルートの羽田空港直行2往復と、横浜経由の羽田空港発着の2往復。何れも毎日運行となった。
2024年2月末をもって京浜急行バスが本路線の運行を休止したため、以後は山梨交通の単独運行（羽田直行・横浜経由が各1往復）となる。
  竜王・甲府 - 成田空港線
竜王 - 甲府駅 - 山梨学院大学 - 石和 - 一宮 - 勝沼 - （東京ディズニーランド） - 成田空港
甲斐市・甲府市・笛吹市・甲州市と成田空港を結ぶ空港連絡バス路線。千葉交通との共同運行。
2002年9月19日に運行開始。2003年11月21日、1往復増便し5往復となる。2004年11月1日より山梨学院大学に停車開始。2005年9月1日、1往復増発し6往復となる。2019年11月1日より1往復が東京ディズニーランド経由となる。
新型コロナウィルス感染症の流行に伴い、2020年4月4日以降は運休中。
竜王・甲府 - 静岡線
竜王 - 甲府駅 - 甲府昭和 - 西八幡 - 上今諏訪 - 身延（身延営業所） - 沓谷 - 三松 - 新静岡 - 静岡駅前
2012年7月20日より、9月30日までの期間限定予定で運行開始したが、10月1日以降も通年運行となった。しずてつジャストラインとの共同運行、1日2往復。当初は甲府市、甲斐市、南アルプス市、静岡市にのみ停留所を設けていた。
2012年（平成24年）12月1日に時刻を変更 し、2013年（平成25年）2月1日には南巨摩郡身延町に身延（梅平）停留所を追加、2014年（平成26年）10月1日には道の駅とみざわ停留所を追加した。2017年（平成29年）2月1日より土・日・祝日のみ運行となる。
2019年（令和元年）6月29日から、中部横断自動車道一部開通区間延長により運行ルートを変更。道の駅とみざわ停留所を廃止し、身延（梅平）停留所を身延（隧道北口）に変更。
新型コロナウィルス感染症の流行に伴い、2020年8月31日～2021年8月28日は運休した。
2021年（令和3年）8月29日午後発便（甲府・静岡共に）から、中部横断自動車道が全線開通によりダイヤ・一部停留所変更の上、運行再開と発表。土・日曜、祝日のみの運行。身延町での乗降扱いは山梨交通身延営業所に変更された。
中央高速バス中央市・南アルプス市線「南アルプスエコパークライナー」（新宿 - 中央市・南アルプス市）
2015年3月14日に運行開始。それまで高速バス路線がなかった中央市を経由する運行経路。路線愛称は南アルプス市内の小学5年生から募集したもので、587点の中から最優秀に選ばれたものを採用した。愛称には「東京の人に南アルプスの自然を知ってほしい」との思いが込められている。
当初は山梨交通の単独運行であった が、同年7月から京王バス東との共同運行路線となった。2018年10月に山梨交通単独運行に再び戻っている。
新型コロナウィルス感染症の流行に伴い、2020年9月1日以降は運休中。

#### かつて運行していた高速バス
中央高速バス茅野線（新宿 - 中央道茅野）
1986年11月1日に運行開始。諏訪岡谷線の運行開始に伴い、1987年7月1日で廃止。

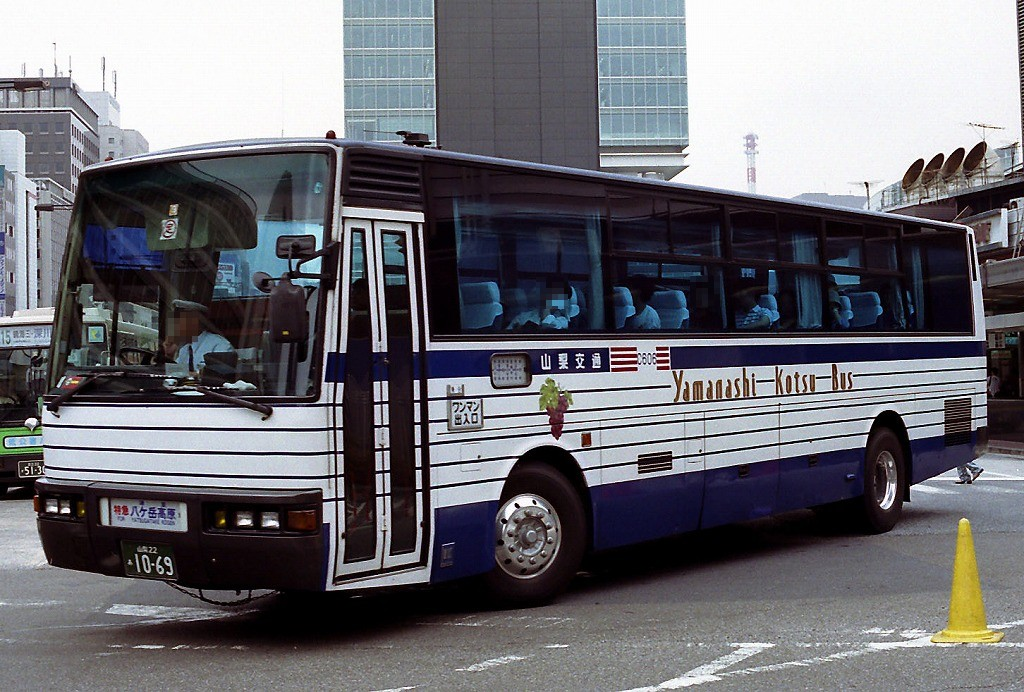
東京 - 清里・八ヶ岳高原線
季節運行により1989年8月1日に運行開始。JRバス関東との共同運行で、当初は清里までであったが、1993年5月20日からは八ヶ岳高原へ延長された。
横浜 - 清里線
季節運行により1990年7月21日に運行開始。京浜急行電鉄（当時。現：京浜急行バス）との共同運行であった。運行末期には甲府駅経由で運行されていたが、1999年7月20日付けで廃止。
長野 - 甲府線
2006年4月21日より運行開始、2007年10月31日限りで運行休止。川中島バス（現：アルピコ交通）と共同運行で1日2往復運行されていた。
竜王・甲府 - 川越・さいたま線
2007年11月1日より運行開始、利用者が伸びず2009年10月31日の運行をもって撤退した。
中央高速バス北杜白州線（新宿 - 韮崎・白州）
山梨交通の単独運行。当初は毎日運行だったが、2012年4月1日からは土休日のみ運行 となった。2015年2月15日をもって運行終了した。

### タクシー事業

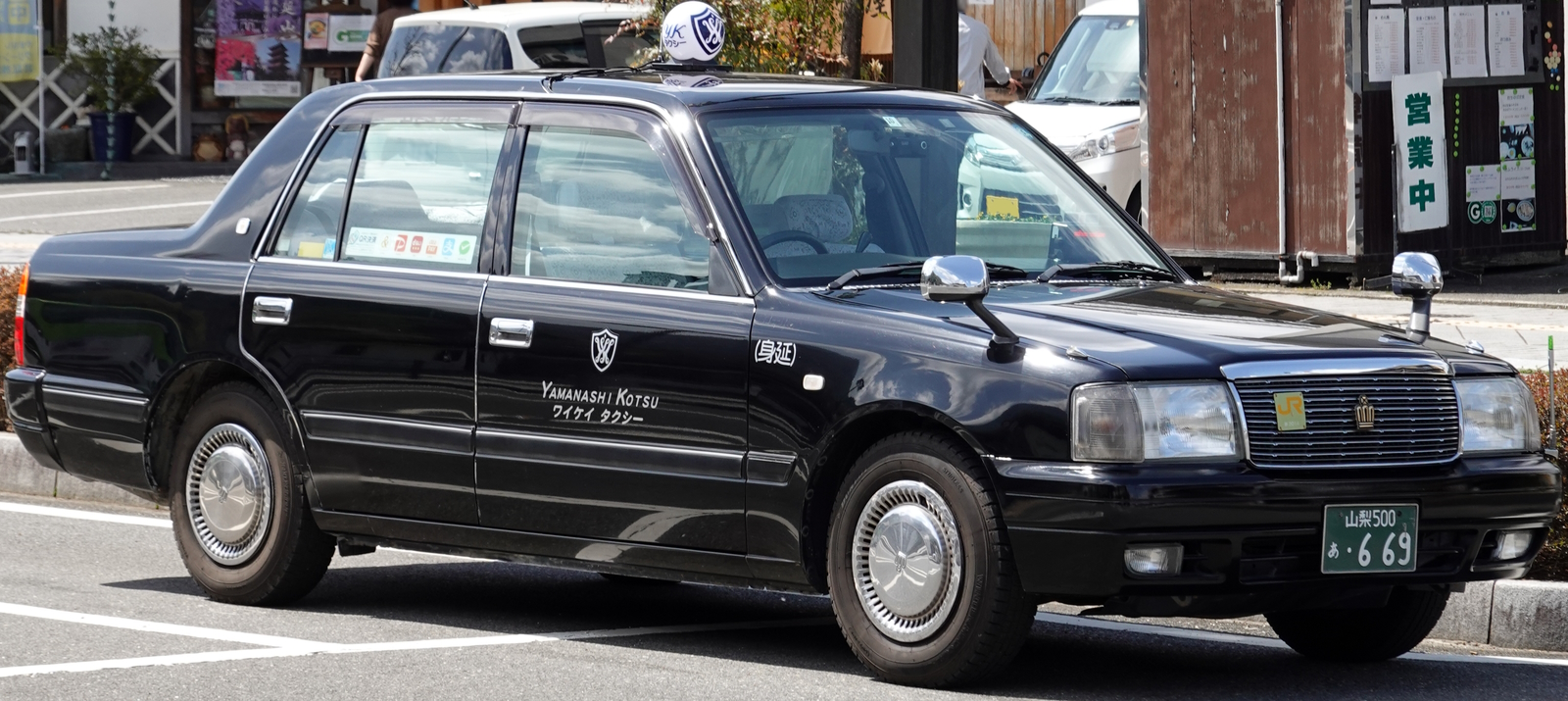
山梨交通のタクシー

タクシー事業は、山梨交通から1970年に山交タクシーに譲渡され、後に山交タウンコーチに改称した。2017年10月に同じくタクシー事業を営む山梨貸切自動車を吸収 してYKタクシーのブランド名でタクシー事業を展開して いた。2018年10月に山梨交通へ復帰した後も「YKタクシー」ブランドで営業している。

### その他事業
- 山梨交通自動車学校
- レストラン山交（中央自動車道下り双葉サービスエリアの運営）
- 南アルプス市営温泉 樹園（指定管理者）
- 広河原山荘（指定管理者）
- トラベル事業
- コインパーキング事業

## 営業所
山梨県内に8箇所、静岡県内に1箇所の運行拠点を有している。

### 現存営業所
2019年4月時点でのバス営業所は以下の通りである。
| 営業所名 | 所在地                         | 開設日        | 事業                 | 備考 |
| -------- | ------------------------------ | ------------- | -------------------- | --- |
| 伊勢町   | 山梨県甲府市住吉1-13-16        | 1953年        | 路線                 | |
| 敷島     | 山梨県甲斐市島上条914          | 1992年        | 路線・高速           | 山梨交通最大の営業所。 |
| 鰍沢     | 山梨県南巨摩郡富士川町鰍沢1519 | 1945年        | 路線                 | |
| 塩山     | 山梨県甲州市上於曽596          | 2015年10月1日 | 路線                 | 1945年に山梨交通塩山営業所として開設。 1999年から山梨観光自動車に管理委託し、2002年に山梨貸切自動車が継承。 2015年に山梨交通が全業務を継承。                                         |
| 甲府     | 山梨県甲斐市島上条914          | 2018年10月1日 | 路線・貸切           | 甲府周辺の廃止代替バスを一部担当する。 2018年に山梨交通が山交タウンコーチを吸収合併し、山梨交通の管理となる。敷島営業所内にある。                                                    |
| 韮崎     | 山梨県韮崎市栄1-4-7            | 2018年10月1日 | 路線・タクシー       | 1955年に山梨交通韮崎営業所として開設。 2000年から山交タクシーに管理委託し、2002年に山交タウンコーチが継承。 2018年に山梨交通が山交タウンコーチを吸収合併し、山梨交通の管理となる。   |
| 身延     | 山梨県南巨摩郡身延町角打3131   | 2018年10月1日 | 路線・貸切・タクシー | 1964年に山梨交通身延営業所として開設。 1998年から山交タクシーに移管し、2002年に山交タウンコーチが継承。 2018年に山梨交通が山交タウンコーチを吸収合併し、山梨交通の管理となる。       |
| 静岡     | 静岡県富士宮市源道寺町1164     | 2018年10月1日 | 路線・貸切           | 1962年に山梨交通富士宮営業所として開設。 2000年から山交タクシーに管理委託し、2002年に山交タウンコーチが継承。 2018年に山梨交通が山交タウンコーチを吸収合併し、山梨交通の管理となる。 |
| 甲斐     | 山梨県甲斐市島上条914          | 2019年4月     | タクシー             | 敷島営業所内にある。 甲斐市から委託を受けて甲斐市民バスの一部路線を担当する。 |
| 旭日丘   | 山梨県山中湖村平野506-296      | 2018年10月1日 | タクシー             | 2018年に山梨交通が山交タウンコーチを吸収合併し、山梨交通の管理となる。 |

### 廃止営業所
いずれも山梨交通の営業所。廃止順に列記する。
| 営業所名 | 所在地                     | 開設日        | 廃止日         | 事業     | 備考 |
| -------- | -------------------------- | ------------- | -------------- | -------- | --- |
| 甲府     |                            | 不明          | 1970年12月9日  |          | |
| 東京     |                            | 1962年3月15日 | 1972年5月31日  | 貸切     | 国際興業へ譲渡。 |
| 芝川     |                            | 1955年8月2日  | 1978年7月18日  |          | |
| 湯村     |                            | 1959年4月1日  | 1989年5月10日  |          | 跡地には「山梨交通湯村ショッピングセンター」 を建設。 |
| 竜王     |                            | 1989年5月10日 | 1992年8月10日  |          | |
| 貢川     |                            | 1955年6月20日 | 1994年12月23日 |          | 跡地には商業施設を建設。 |
| 甲府     |                            | 1970年12月9日 | 1995年12月15日 | 貸切     | 敷島営業所に統合。 |
| 富士吉田 |                            | 1965年9月1日  | 2000年3月15日  | 貸切     | |
| 竜王     | 山梨県甲斐市富竹新田1281-1 | 2018年10月1日 | 2019年4月      | タクシー | 旧・山梨貸切自動車本社営業所。 2017年に山交タウンコーチが山梨貸切自動車を吸収合併し、名称が竜王営業所 となる。 2018年に山梨交通が山交タウンコーチを吸収合併し、山梨交通の管理となる。 2019年4月に敷島営業所内 に移転し、甲斐営業所となる。 |

## 車両
本項では、山梨交通（かつて存在した山交タウンコーチ・山梨交通観光バス・山梨貸切自動車を含む）の車両概要を記述する。また、便宜上、一般路線バス車両については「路線車」、高速路線バス車両については「高速車」、貸切バス車両については「貸切車」と表記する。

### 車両史

#### 創業期から終戦直後
山梨交通の直接のルーツとなる山梨自動車運輸では、フォード4台を使用して運行を開始した。
燃料事情が悪化した戦時中は、バスの代用燃料化が行われていた。代用燃料については木炭が主体で、他に薪や石炭が利用されていたとされている。この頃には国産車としてトヨタの車両が使用されていた記録が残っている。

#### 戦後の復興期から高度成長期
戦後の1950年前後には、いすゞBX91型・トヨタBL型・日産390型などが使用されていた。1952年から再開された貸切車には、大型ボンネットバスである三菱ふそうB23型が採用された。また、この時期からリヤエンジンバスの導入が始まり、民生BR32型などが導入されている。1954年以降は、日野のセンターアンダフロアエンジンバスであるBK11型が路線車の主力として導入された。この頃から全長が10m級の大型車の導入も開始されている 一方、ボンネットバスの導入は1963年式を最後に終了している。
1960年代には、いすゞBA741型が路線車の主力となっていた。この時期以降、山梨交通のいすゞ車は川崎車体で導入される。また、この時期までは路線車と貸切車の車体スタイルは共通であった が、このあとは別の車体スタイルとなる。また、特定の路線のための車両も導入されており、1966年には塩山と氷川を結ぶ路線の専用車として三菱ふそうMR620型が、広河原専用にいすゞBA01N型が導入されている。この時期の貸切車では、デラックス観光バスとしていすゞBU15P型などが導入されていた 一方で、小口貸切用としていすゞエルフにバス車体を架装した貸切車も導入された。この時期に国際興業の傘下に入ったことから、山梨交通におけるいすゞ以外のメーカーの車両は、1960年代後半に貸切車として導入された三菱ふそうB905N型を最後に途絶えることになる。

#### ワンマン化から路線バス網縮小期まで
1966年にワンマンバスが導入されたことに伴い、前中扉仕様 の車両導入が開始された。当初は車掌が乗務するツーマン運行も考慮し、方向幕は中扉の上部に設置されていた。1978年からはワンマン運行の拡大にともない、中型バスもワンマン化対応となった。大型路線バスの導入はこの頃から1989年まで途絶える。
この頃には中央高速バス甲府線の運行が開始され、山梨交通では当初よりいすゞ・CRA580型ハイデッカーを導入した が、当時の高速バスではハイデッカーはまだ稀少な存在であった。

### 1980年代以降の車両概説
国際興業グループに入ってからは、新車の導入は基本的にいすゞ車に統一されている が、譲り受けた車両や受託運行用の車両においてはこの限りではない。2018年10月1日時点で、山梨交通全体で232台のバスを保有している。

#### 路線車の仕様
路線バスは前中扉仕様・中扉は引き戸が基本仕様であるが、1989年から1994年までに導入された車両では前後扉仕様 で導入を行っていた。冷房車は1977年以降の新車で導入された。1980年代は大型車の導入は行われていなかった が、1989年からは大型車の導入も再開された。細かい仕様の違いとしては、1981年式から前面方向幕の幅が広くなり、1983年式からは天地方向にも拡大した大型方向幕となり、1988年からは後部方向幕の装備も開始された。また、扉脇の出入口表示については、1987年式までは電照式だった ものを1988年からは表示板に変更した。このほか、身延地区の路線用として日野レインボーRBの導入実績がある。
2001年以降に新車で導入された路線バス車両は全てノンステップバス（大型・中型とも）となっている。また、2007年までは静岡営業所に導入される車両を除いて全て天然ガスバス(CNGバス)であった が、2008年以降は山梨県内の営業所に於いてもディーゼルエンジン車を導入している。その一方、1998年までは新車のみの導入であったが、1999年からは中古車の導入が開始された。路線バスでは主に親会社だった国際興業から移籍してくることが多く、特に2007年に国際興業から転入した大型ノンステップバスは、日本で初めてのノンステップバス譲渡事例である。川崎市バスなど他事業者からの移籍車も存在する。
また、コミュニティバス用や受託運行用の車両としては、協同観光バスから購入したクセニッツCITY-III や日産シビリアンクラシックバス、日野製のレトロバス 等の導入実績がある。
車椅子リフトバス・CNGバス・水素燃料バスについては後述。
- 国際興業から移籍してきた大型ノンステップバス（山梨交通塩山営業所・C756:除籍車）
- 川崎市営バスから移籍したヴァンフォーレ甲府ラッピング車（山梨交通敷島営業所・C729:除籍）
- 清里ピクニックバス初代専用車 （山梨交通敷島営業所・1498:除籍）
- 清里ピクニックバス2代目専用車（敷島営業所C862）

#### 高速車・貸切車
高速車・貸切車にはJRバス関東・淡路交通などから譲受した車両もあり、特にイースタン観光から譲受した貸切車は富士重工業製車体であった。また、夜行高速バスの運行開始にあたっては、近鉄バスから日野・グランデッカが転入し、新路線開設時のリスク軽減に役立った。さらに、2008年には国際興業大阪より日野・セレガが転入した。
また、1989年までは山梨観光自動車がいすゞ車以外を導入していた関係で、貸切車に三菱ふそう・エアロミディMMが1台だけ残存していた。
2021年より10月下旬の紅葉シーズンに日の丸自動車興業より「スカイバス東京」のオープントップバスを借り入れ、甲府駅から昇仙峡への日帰りツアーが運行されている。
- 夜行高速バス「クリスタルライナー」1号車専用車両（山梨交通敷島営業所・C767）
- 夜行高速バス「クリスタルライナー」（山梨交通敷島営業所・C695:除籍）
- 日の丸自動車興業より借り入れて運行されるオープントップバス「昇仙峡スカイバス」（OP-6)

### 特徴的な車両

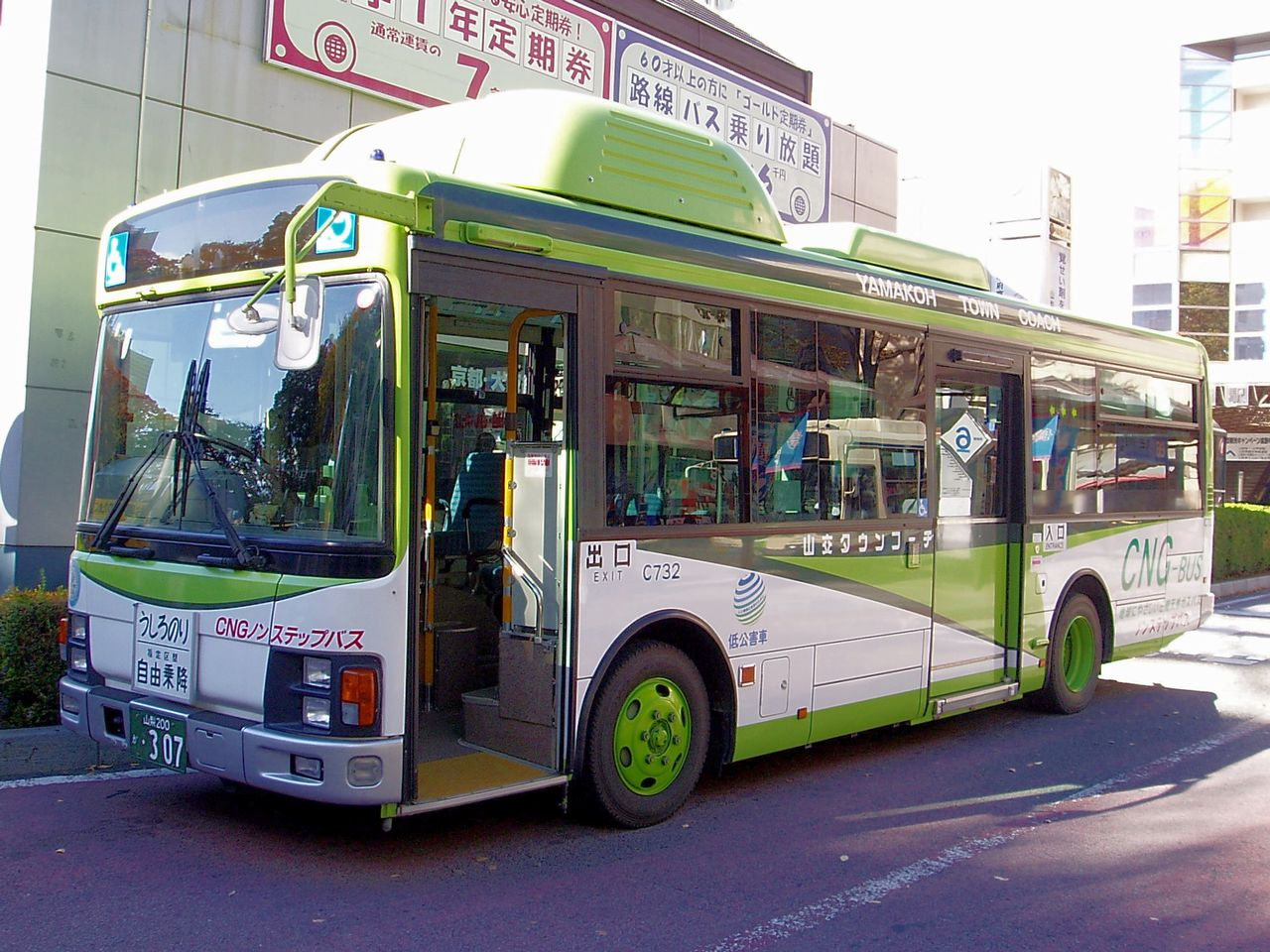
中型CNGノンステップバス（山交タウンコーチ韮崎営業所・C732）

山梨県が独自の補助金制度を導入していることもあり、特殊な車両の導入においては、日本のバス業界でも初期の導入となるケースが見られる。
車椅子リフトつき車両1993年6月に3台が導入されたが、これは民営バス事業者では日本で初の導入事例であった。その後、1994年・1995年にも2台ずつ追加導入されている。
CNGバスCNGバスは同じ山梨県内の富士急行に続き、1999年から導入を開始している。1999年から2000年にかけて導入された14台は標準床仕様で、当時まだ開発されたばかりであったいすゞ製の中型CNGバスを導入したが、いすゞ中型CNGバスの導入は日本で初めてである。さらに2001年以降はいすゞ製の中型CNGノンステップバスを採用したが、これもいすゞが開発した中型CNGノンステップバスでは最初の導入事例である。2002年には大型CNGノンステップバスも導入され、2006年の時点では保有する路線バス車両の20%以上がCNGバスとなっており、1社単独では最大のCNGバス導入事業者であった。近年は路線の移管と同時にCNGバスが移籍するケースも見られるようになっているが、2013年以降はCNGバスの導入は新製、移籍車ともない。
水素燃料バス2012年4月9日から実証運行として導入された、日本で初めての営業運行となる水素燃料バスである。車両自体は2000年式の日野リエッセを改造したもの で、伊勢町営業所に配置された。

### 車両塗装

#### 路線車の塗装
戦後の塗装デザインは、緑色をベースとして、屋根と窓回りに山吹色に近い黄色、裾にはオレンジ色で波形としたデザインであった。この色は1968年頃まで使用された。
1954年にはパールホワイトにローズピンクのラインとグレーの翼模様を入れたデザインが導入された。当初は貸切車のデザインであった が、路線車もこのデザインに変更された。ただし、塗り替えはほとんど行われなかったため、先代のカラーリングもしばらくは見ることができた。
1988年から採用された塗装デザインは、クリーム色をベースとして、ブルーのラインを後部で立ち上がるようにデザインし、腰板前方にはワインレッドを配した上、ブドウのステッカーを貼付したものであった。その前のカラーリングの車両も1995年までに塗り替えが行われた。
1999年に国際興業から譲受したいすゞキュービックLTは薄いグリーンが草色となっている国際興業のカラーリングそのままで導入されており、その後の1999年に導入したCNGバスのモデルチェンジを機に、国際興業のノンステップバスで採用された黄緑色の使用されているデザインに変更された。これは、国際興業グループで子会社のバスを国際興業カラーに統一する先駆けとなったものといえる。
- 1950年代前半までの塗装デザイン（山梨交通敷島営業所・C706）
- 創立60周年を記念して復元された1950年代後半から1988年までの塗装デザイン（山梨交通敷島営業所・C486）
- 1988年から1999年までの標準色（山梨交通敷島営業所・C643）
- 1999年以降は国際興業と同様のデザイン（山梨交通敷島営業所・C726）
- 「奉祝 天皇陛下御即位 令和 改元」ヘッドマーク車（甲府駅北口 武田神社行 2019年5月2日撮影）

#### 高速車・貸切車の塗装
| 自社発注のスーパークルーザーSHDではフロントガラスの下はブロンズ、バンパーは白 |  | 譲受車のスーパークルーザーSHDではフロントガラスの下は白、バンパーは黒 |
| 自社発注のスーパークルーザーSHDではフロントガラスの下はブロンズ、バンパーは白 |  | 譲受車のスーパークルーザーSHDではフロントガラスの下は白、バンパーは黒 |

高速車・貸切車については、国際興業グループ入りするまでは路線車と同じデザインであった。なお、山梨観光自動車はクリームに赤と白を配した独自のデザインが採用されていた。
国際興業グループ入りしてからの高速車・貸切車は国際興業標準色（ブルーリボンカラー）であるが、スーパガーラ導入後の自社発注車両では、フロントガラス下部から側面にかけてをブロンズ色としている 他、側面のロゴの書体も異なり、ぶどうのステッカーを貼付、フロントマスクの塗り分けが国際興業グループ他社とが異なる。また、国際興業から転入した車両はそのままのデザインで使用され、さらに一部の高速バスには武田信玄（風林火山）や身延山のシールが貼られるほか、車体後部面を活用したラッピング仕様車が増えている。

### 専用車両

#### YBSツアー用
YBS T&Lから委託される形でツアー用車両を保有している。初代（ガーラ）と2代目（2代目ガーラ）は白地に赤のラインが入った山日YBSグループのコーポレートカラーをイメージしたものであったが、現在使用されている3代目（2代目ガーラ）は紺地に山日YBSグループのシンボルマークや「YBSツアー」ゴ金色でが貼り付られており、専らYBS T&Lのツアーのみに使用されている。
- YBSツアー専用観光バス「わっピィ1号」（山交タウンコーチ甲府営業所・B431）
- YBSツアー専用観光バス「わっピィ2号」（山交タウンコーチ甲府営業所・B452）。後方は「わっピィ1号」。
- YBSツアー専用観光バス「わっピィ3号」（甲府営業所・B488）

#### ヴァンフォーレ甲府用
ヴァンフォーレ甲府用として2023年まで使用されていたバスは国際興業標準色に側面のブドウの部分がヴァンフォーレ甲府のエンブレム、前面フロントガラス下部および側面後方部にはヴァンフォーレ甲府のロゴが貼付されているものとなっていた。2024年2月1日に新しいチームバス（2代目ガーラ）が公開され、外装は紺と黒を基調としたフルラッピングにヴァンフォーレ甲府のエンブレムと第102回天皇杯サッカー選手権大会で優勝した星マークが掲げられており、内装もヘッドレストカバーがヴァンフォーレ甲府のカラーとロゴおよび金星を装飾したものとなっている。なお、チームバスとして使用しない時は観光用として貸出を行なっている。
- ヴァンフォーレ甲府 チームバス（B475）

### 社番記号
山梨交通の所属車両に付けられている記号は、「英文字1字」+「3桁以内の数字」で構成される。ただし、コミュニティバスやグループ各社では、登録番号がそのまま使用される。先頭の英文字については以下の法則による。
- A…乗合ツーマン車（現存車なし）
- B…貸切車
- C…乗合ワンマン車

## 不祥事
2021年9月28日午前7時45分頃、32歳の男性運転手が、自身が乗務する路線バスの車内に盗撮目的でスマートフォンを設置していたところ、目撃された乗客によって警察に通報され、県迷惑防止条例違反容疑で甲府警察署に逮捕された。